# Kiembara (département)
Kiembara est un département et une commune rurale du Burkina Faso, situé dans la province du Sourou et la région de la Boucle du Mouhoun. En 2012, il comptait 29 267 habitants.
Activités : agriculture, commerce et élevage y sont pratiqués.

## Villages
Le département comprend un village chef-lieu (populations actualisées en 2012) :
- Kiembara (4 605 habitants)

et 13 autres villages :
- Bambara (1 450 habitants)
- Bangassogo (4 617 habitants)
- Dio (3 382 habitants)
- Gan (1 214 habitants)
- Gorgaré (2 038 habitants)
- Gouéré (1 450 habitants)
- Gouyalé (2 204 habitants)
- Kirio (1 441 habitants)
- Kouygoulo (640 habitants)
- Niassono (983 habitants)
- Ouéllé (3 427 habitants)
- Sissilé (1 142 habitants)
- Zabo (674 habitants)